# Институт социальных и медиа исследований

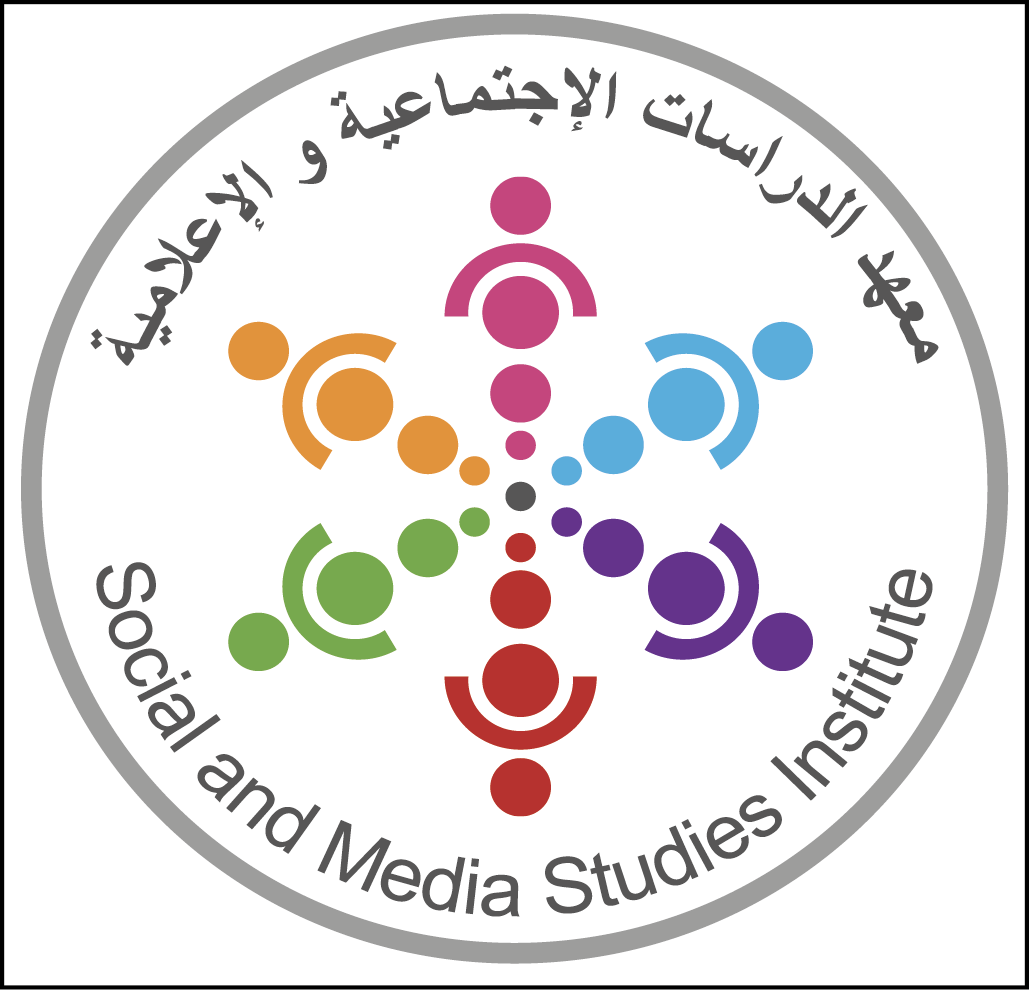
Институт социальных и медиа исследований

Институт социальных и медиа-исследований (фр. Institut d'Etudes Sociales et Médiatiques), также известный как Social and Media Studies Institute – исследовательский центр, базирующийся в Касабланке, Марокко. Институт занимается проведением социальных и политических исследований, опросов общественного мнения и распространением научных исследований.

## Деятельность
Институт управляет рядом научных журналов, включая Журнал права и общества (ISSN 2737-8101), который фокусируется на юридических, социальных и политических исследованиях, и Журнал экономики и общества (ISSN 2820-6991), охватывающий экономические, социальные и управленческие исследования.

## Избранные научные работы
- "Сирийский кризис: позиции мировых держав и переговорные процессы"[5]
- "Эффективность управления человеческими ресурсами: ключевые детерминанты"
- "Сирийский кризис: между последствиями внутренних условий и региональными конфликтами"[6]
- "Регулирующие законы территориальных общин"[7]
- "Превентивные меры в марокканском законодательстве об недвижимости"
- "Роль Международного Комитета Красного Полумесяца и Красного Креста в создании и реализации правил международного гуманитарного права"[8]

## Опросы общественного мнения
Институт проводил опросы общественного мнения, сосредотачиваясь на политических, социальных, экономических и административных аспектах Марокко, включая:
- Опрос о тенденциях и аспирациях марокканских избирателей во время общих выборов 2021 года[9]
- Опрос об уверенности в занятости в высшем образовании[10][11]
- Опрос о доверии марокканской молодежи в свое будущее в 2023 году[12]
- Опрос о влиянии роста цен на топливо на покупательную способность граждан Марокко в 2023 году[13]

## Исследования
Институт провел множество исследований и отчетов, включая оценки деятельности некоторых общественных институтов Марокко. Некоторые из значимых исследований включают:
- Оценка работы Совета по конкуренции[14]
- Исследование о функциях гражданского общества в Марокко и их развитии с момента постпротекционной эры[15]
- Исследование о государственных финансах в Марокко[16]